# Ville-en-Woëvre
Pour les articles homonymes, voir Ville (homonymie) et Woëvre.
Ville-en-Woëvre est une commune française située dans le département de la Meuse en région Grand Est.

## Géographie

### Hydrographie

#### Réseau hydrographique
La commune est dans le bassin versant du Rhin au sein du bassin Rhin-Meuse. Elle est drainée par le ruisseau de Bertrampont, le ru de Butel, le ru Braquemis, le ruisseau du Cul des Noues et le ruisseau de la Fontaine A Moulin,.
Le ruisseau de Bertrampont, d'une longueur de 10 km, prend sa source dans la commune  et se jette  dans le ru de Butel à Parfondrupt, après avoir traversé trois communes. 
Le ru de Butel, d'une longueur de 13 km, prend sa source dans la commune de Manheulles et se jette  dans l'Orne à Saint-Jean-lès-Buzy, après avoir traversé huit communes. 
Le ru Braquemis, d'une longueur de 12 km, prend sa source dans la commune de Ronvaux et se jette  dans l'Orne à Buzy-Darmont, après avoir traversé huit communes. 

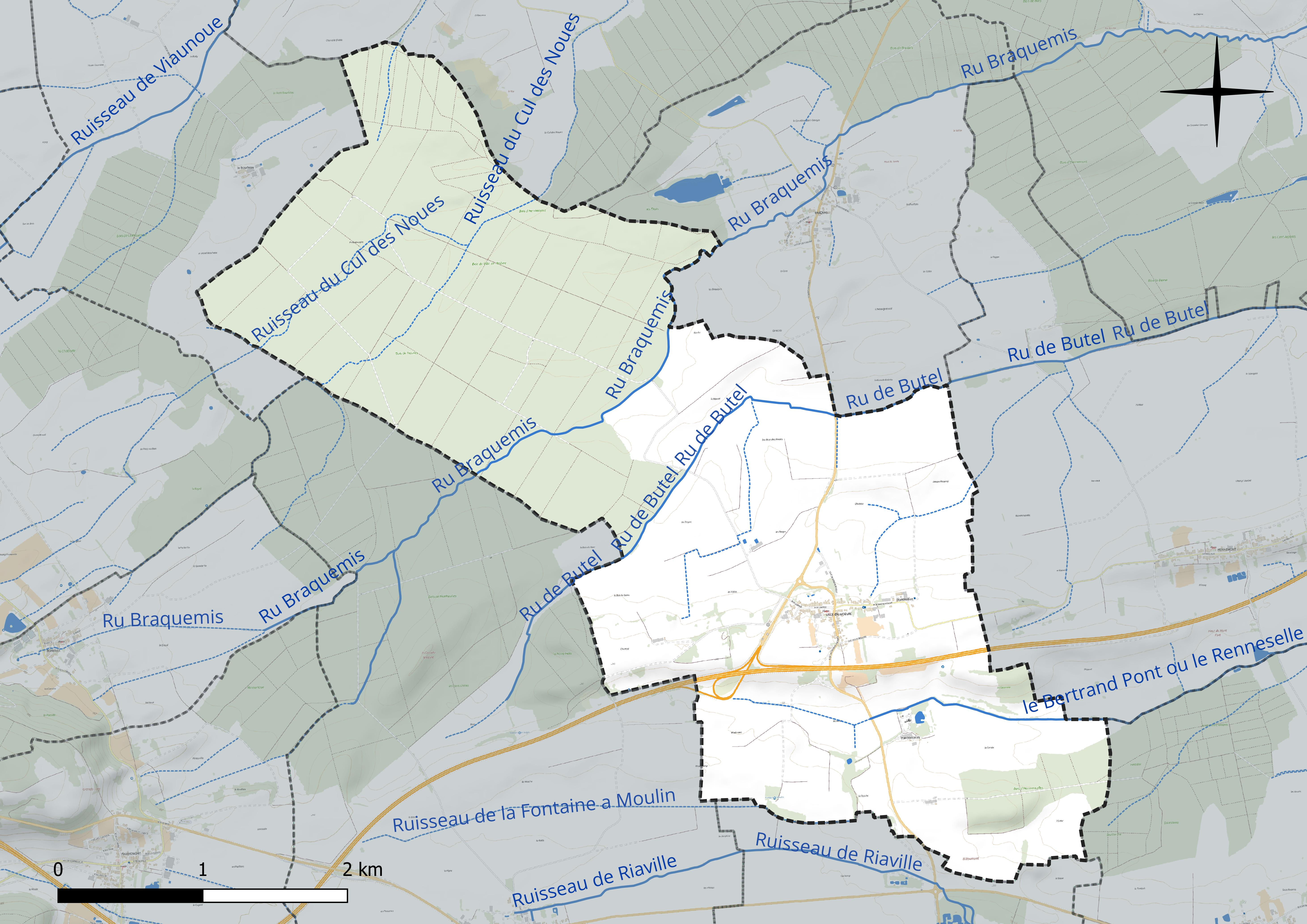
Réseau hydrographique de Ville-en-Woëvre.

#### Gestion et qualité des eaux
Le territoire communal est couvert par le schéma d'aménagement et de gestion des eaux (SAGE) « Bassin ferrifère ». Ce document de planification concerne le périmètre des anciennes galeries des mines de fer, des aquifères et des bassins versants hydrographiques associés qui s’étend sur 2 418 km2. Les bassins versants concernés sont celui de la Chiers en amont de la confluence avec l'Othain, et ses affluents (la Crusnes, la Pienne, l'Othain), celui de l'Orne et ses affluents et celui de la Fensch, le Veymerange, la Kiesel et les parties françaises du bassin versant de l'Alzette et de ses affluents (Kaylbach, ruisseau de Volmerange). Il a été approuvé le 27 mars 2015. La structure porteuse de l'élaboration et de la mise en œuvre est la région Grand Est. 
La qualité des cours d’eau peut être consultée sur un site dédié géré par les agences de l’eau et l’Agence française pour la biodiversité. 

### Climat
Pour des articles plus généraux, voir Climat du Grand Est et Climat de la Meuse.
En 2010, le climat de la commune est de type climat des marges montargnardes, selon une étude du Centre national de la recherche scientifique s'appuyant sur une série de données couvrant la période 1971-2000. En 2020, Météo-France publie une typologie des climats de la France métropolitaine dans laquelle la commune est exposée à un climat océanique altéré et est dans la région climatique  Lorraine, plateau de Langres, Morvan, caractérisée par un hiver rude (1,5 °C), des vents modérés et des brouillards fréquents en automne et hiver. 
Pour la période 1971-2000, la température annuelle moyenne est de 9,6 °C, avec une amplitude thermique annuelle de 16,5 °C. Le cumul annuel moyen de précipitations est de 898 mm, avec 13,2 jours de précipitations en janvier et 9,1 jours en juillet. Pour la période 1991-2020, la température moyenne annuelle observée sur la station météorologique de Météo-France la plus proche, « Bonzée_sapc », sur la commune de Bonzée à 4 km à vol d'oiseau, est de 10,6 °C et le cumul annuel moyen de précipitations est de 783,7 mm. 
La température maximale relevée sur cette station est de 40,6 °C, atteinte le 24 juillet 2019 ; la température minimale est de −17,3 °C, atteinte le 7 février 2012,,. 
Les paramètres climatiques de la commune ont été estimés pour le milieu du siècle (2041-2070) selon différents scénarios d'émission de gaz à effet de serre à partir des nouvelles projections climatiques de référence DRIAS-2020. Ils sont consultables sur un site dédié publié par Météo-France en novembre 2022.

## Urbanisme

### Typologie
Au 1er janvier 2024, Ville-en-Woëvre est catégorisée commune rurale à habitat dispersé, selon la nouvelle grille communale de densité à sept niveaux définie par l'Insee en 2022.
Elle est située hors unité urbaine et hors attraction des villes,.

### Occupation des sols
L'occupation des sols de la commune, telle qu'elle ressort de la base de données européenne d’occupation biophysique des sols Corine Land Cover (CLC), est marquée par l'importance des territoires agricoles (54,6 % en 2018), en diminution par rapport à 1990 (55,7 %). La répartition détaillée en 2018 est la suivante : 
forêts (43 %), terres arables (42,4 %), prairies (9,8 %), milieux à végétation arbustive et/ou herbacée (2,5 %), zones agricoles hétérogènes (2,3 %). L'évolution de l’occupation des sols de la commune et de ses infrastructures peut être observée sur les différentes représentations cartographiques du territoire : la carte de Cassini (XVIIIe siècle), la carte d'état-major (1820-1866) et les cartes ou photos aériennes de l'IGN pour la période actuelle (1950 à aujourd'hui).

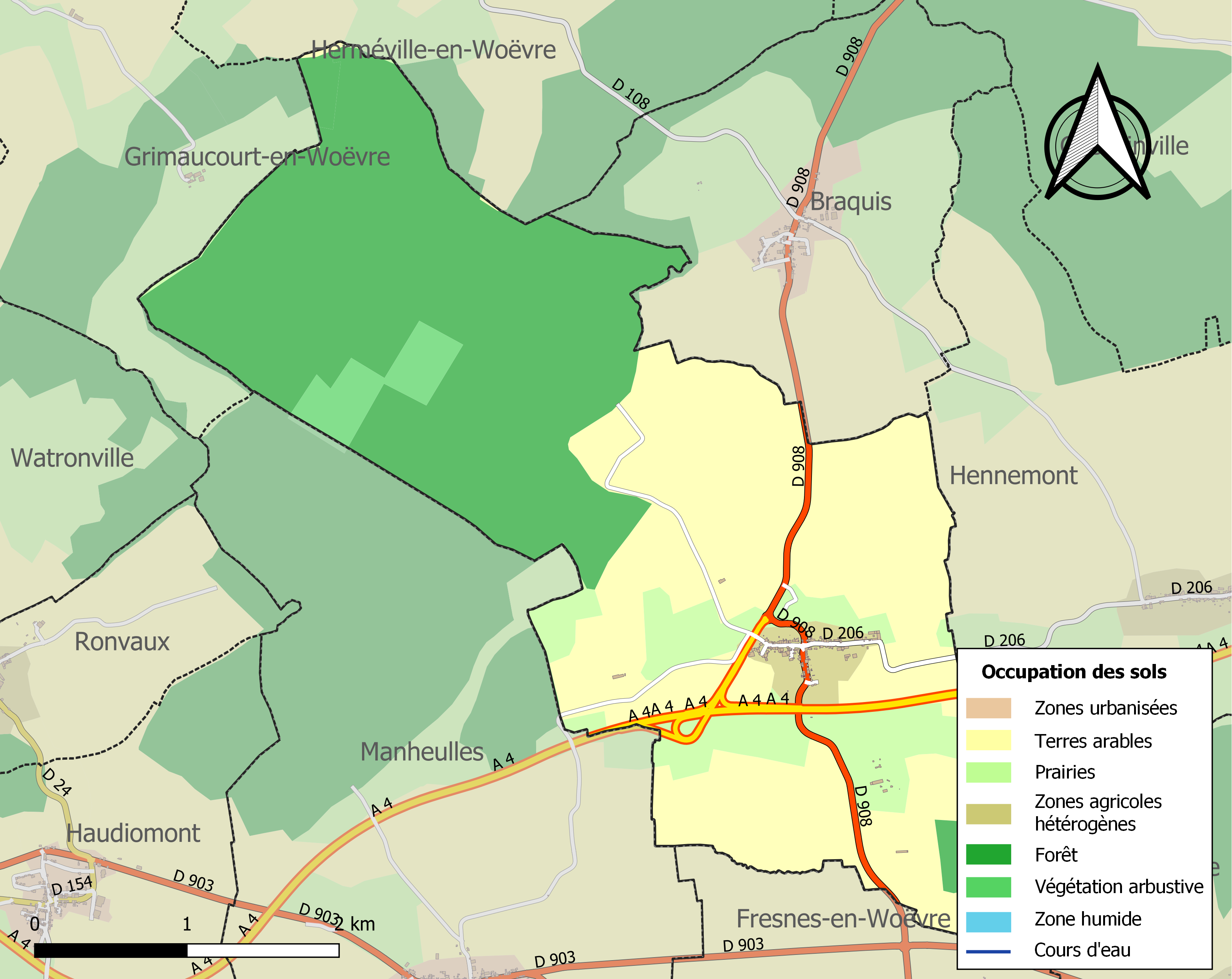
Carte des infrastructures et de l'occupation des sols de la commune en 2018 (CLC).

## Toponymie
Le nom de la localité est attesté sous les formes « Ad Villam mensum unum cum molendino » (1049) ; Villa (1149) ; Vile (1249) ; Ville (1332) ; Ville-en-Wepvre (1518) ; Ville-en-Woipvre (1575) ; Ville-en-Woipure (1589) ; Ville-en-Voisvre (1656) ; Villa-in-Vepria (1738).

De l'oïl ville « village », pluriel du bas latin villare « domaine rural ».
La Woëvre est une région naturelle du nord-est de la France, située dans la région Lorraine, essentiellement dans le département de la Meuse et pour une plus faible partie en Meurthe-et-Moselle voire dans le département des Vosges.

## Politique et administration

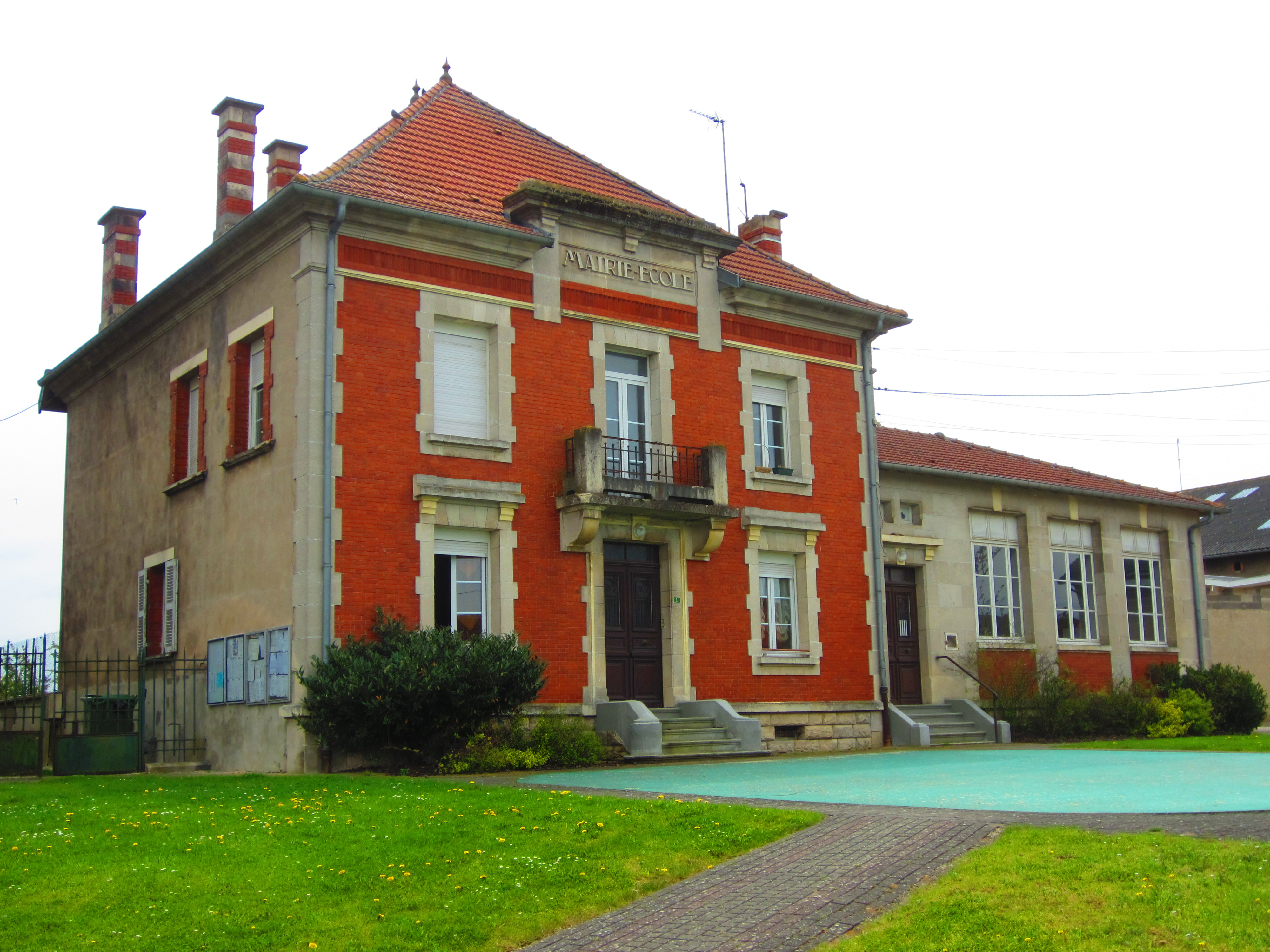
La mairie.

| Période                                  | Période     | Identité              | Étiquette      | Qualité                                                                         |
| ---------------------------------------- | ----------- | --------------------- | -------------- | ------------------------------------------------------------------------------- |
| Les données manquantes sont à compléter. |             |                       |                |                                                                                 |
| Avant 1867                               | 7 mars 1895 | François de Klopstein | Conservateur   | Baron Député de la Meuse (1876-1881) Conseiller général de la Meuse (1871-1883) |
| Les données manquantes sont à compléter. |             |                       |                |                                                                                 |
| mars 2001                                | mars 2008   | René Levigneront      |                |                                                                                 |
| mars 2008                                | mars 2014   | Jean-Marie Cousin     | MoDem puis UDI | Conseiller général du canton de Fresnes-en-Woëvre (2008-2015)                   |
| mars 2014                                | En cours    | Didier Alexandre      |                |                                                                                 |

## Population et société

### Démographie

#### Évolution démographique
L'évolution du nombre d'habitants est connue à travers les recensements de la population effectués dans la commune depuis 1793. Pour les communes de moins de 10 000 habitants, une enquête de recensement portant sur toute la population est réalisée tous les cinq ans, les populations de référence des années intermédiaires étant quant à elles estimées par interpolation ou extrapolation. Pour la commune, le premier recensement exhaustif entrant dans le cadre du nouveau dispositif a été réalisé en 2006.

En 2022, la commune comptait 130 habitants, en évolution de +4,84 % par rapport à 2016 (Meuse : −4,4 %, France hors Mayotte : +2,11 %).
| 1793 | 1800 | 1806 | 1821 | 1831 | 1836 | 1841 | 1846 | 1851 |
| ---- | ---- | ---- | ---- | ---- | ---- | ---- | ---- | ---- |
| 430  | 448  | 460  | 512  | 571  | 590  | 535  | 515  | 535  |

| 1856 | 1861 | 1866 | 1872 | 1876 | 1881 | 1886 | 1891 | 1896 |
| ---- | ---- | ---- | ---- | ---- | ---- | ---- | ---- | ---- |
| 529  | 522  | 496  | 499  | 488  | 465  | 464  | 432  | 406  |

| 1901 | 1906 | 1911 | 1921 | 1926 | 1931 | 1936 | 1946 | 1954 |
| ---- | ---- | ---- | ---- | ---- | ---- | ---- | ---- | ---- |
| 396  | 388  | 386  | 269  | 243  | 210  | 202  | 202  | 191  |

| 1962 | 1968 | 1975 | 1982 | 1990 | 1999 | 2006 | 2011 | 2016 |
| ---- | ---- | ---- | ---- | ---- | ---- | ---- | ---- | ---- |
| 196  | 154  | 156  | 146  | 148  | 157  | 140  | 134  | 124  |

| 2021 | 2022 | - | - | - | - | - | - | - |
| ---- | ---- | - | - | - | - | - | - | - |
| 127  | 130  | - | - | - | - | - | - | - |

## Culture locale et patrimoine

### Lieux et monuments
- Château d'Hannoncelles, édifice Renaissance modifié à la période classique objet d'un classement au titre des monuments historiques depuis 1992[24].
- Église Saint-Vannes, origine XVIIIe siècle détruite au cours de la Première Guerre mondiale, reconstruite en 1929.